# Laâyoune-Sakia El Hamra

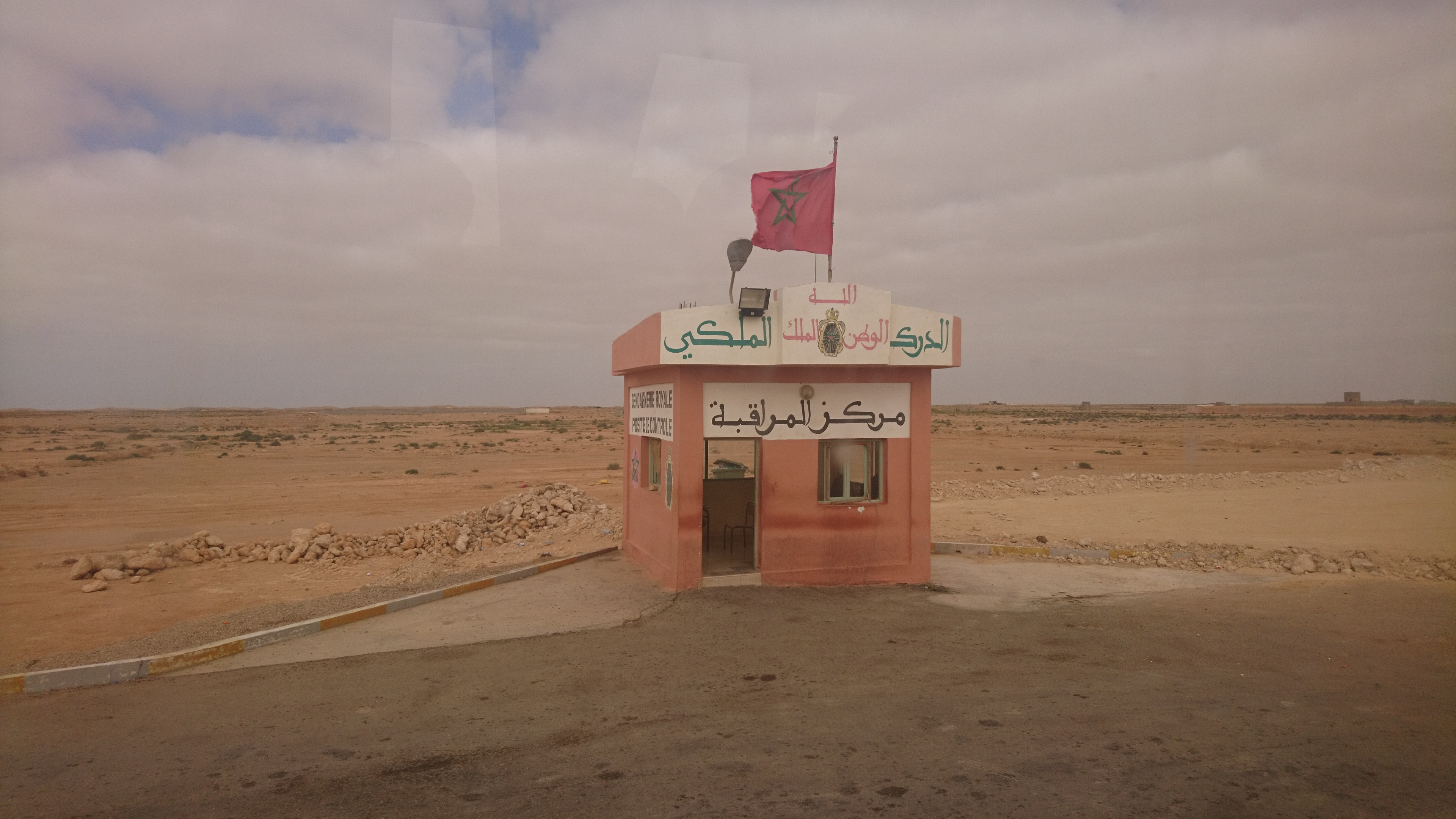
Poste de contrôle (2019).

Laâyoune-Sakia El Hamra (en arabe : العيون الساقية-الحمراء) est une des douze nouvelles régions administratives du Maroc instituées par le découpage territorial de 2015. 
Cette région englobe l'ancienne région de Laâyoune-Boujdour-Sakia El Hamra et la province de Es-Semara de l'ancienne région de Guelmim-Es-Semara.
Cette région se situe en majeure partie sur le territoire contesté du Sahara occidental. Son chef-lieu est Laâyoune.
Elle est constituée de quatre provinces :
- la province de Laâyoune ;
- la province de Boujdour ;
- la province de Tarfaya ;
- la province d'Es-Semara.

## Géographie
La région est limitée au sud par la région de Dakhla-Oued Ed Dahab, au nord par la région de Guelmim-Oued Noun, à l'est par la Mauritanie et à l'ouest par l'océan Atlantique.
La région de Laâyoune-Sakia El Hamra abrite 367 758 habitants soit 1,1 % de la population nationale.